# Joseph Ennemoser

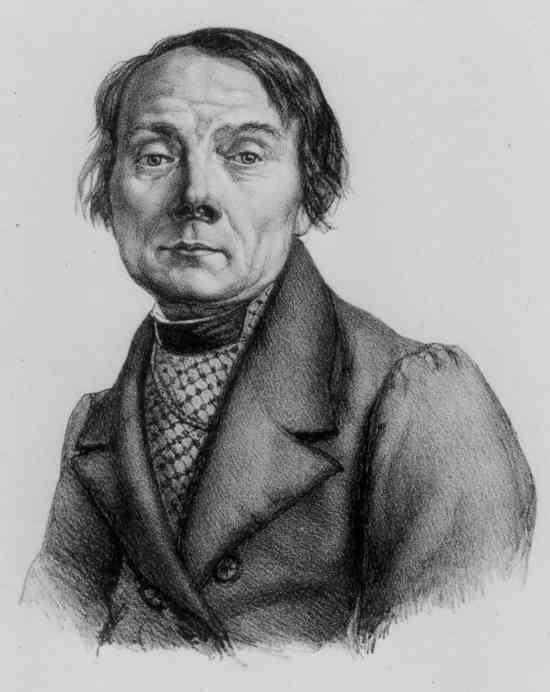
Joseph Ennemoser

Joseph Ennemoser (* 15. November 1787 im Bergweiler Schönau auf dem Egghof bei Rabenstein in Passeier, heute Gemeinde Moos in Passeier, Südtirol, damals Österreich-Ungarn; † 19. September 1854 in Egern, heute Rottach-Egern, am Tegernsee) war ein Tiroler Arzt, Magnetiseur und medizinisch-philosophischer Schriftsteller.

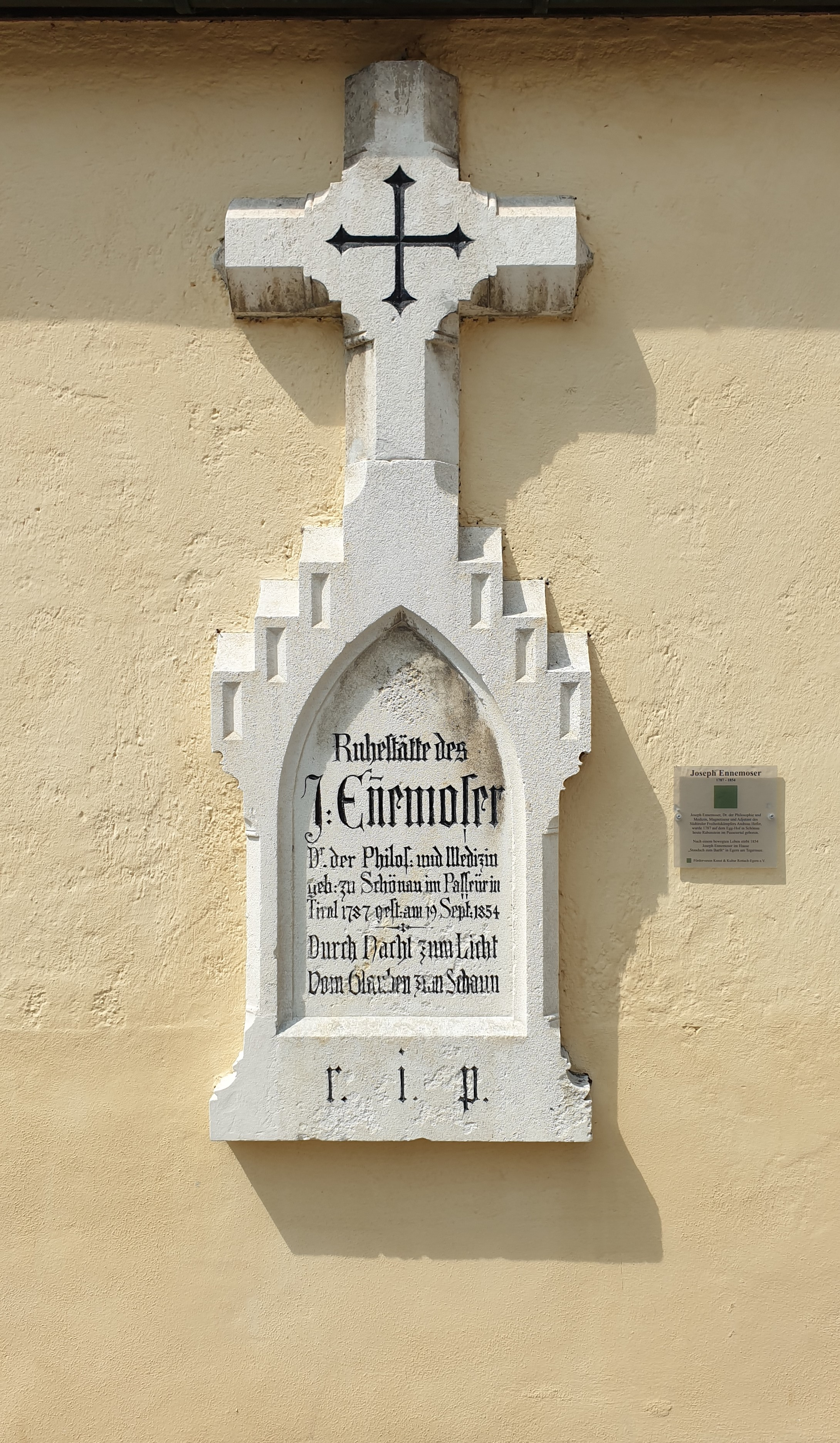
Epitaph St.-Laurentius-Kirche in Egern

## Leben
Ennemoser, Kind eines Tiroler Bauern, wuchs bei seinem Großvater auf, mit dem er zusammen Vieh hütete. Er besuchte die Höhere Schule in Meran und Trient und studierte ab 1806 in Innsbruck Medizin. Er folgte beim Ausbruch des Tiroler Volksaufstands 1809 Andreas Hofer als Geheimschreiber und setzte danach seine Studien in Erlangen und Wien fort. 1812 kam er nach Berlin, wo er Christian Friedrich von Petersdorff und Ludwig Adolf Wilhelm von Lützow kennenlernte. Im Sommer 1812 ging er zusammen mit mehreren Tirolern nach London, um dort Unterstützung im Kampf gegen Napoleon zu erhalten. Ab 1813 war er unter Jakob Riedl im Lützowschen Freikorps als Führer einer Tiroler Schützenabteilung aktiv, wo er sich bei Lauenburg und Jülich besonders auszeichnete. Im September 1813 wurde er zum Seconde Lieutenant befördert.
Er beendete nach dem Pariser Frieden seine Studien in Berlin und war ein Anhänger der von Franz Anton Mesmer begründeten neuen Lehre vom tierischen Magnetismus. Promoviert wurde er in Berlin 1816 mit der medizinischen Dissertation De montium influxu in valetudinem hominum. Er habilitierte sich 1817 in Bonn und wurde dort 1820 außerordentlicher und 1828 ordentlicher Professor der Medizin (für die Fächer Pathologie, Anthropologie und Psychologie). In Bonn lehrte er auch die Konzepte des animalischen Magnetismus. Er nahm 1837 seine Entlassung und ließ sich erst in Innsbruck und 1841 in München nieder, wo er als Mesmerist einen großen Ruf als „magnetischer Arzt“  erlangte, von Medizinern, die eine naturwissenschaftlich-empirische Medizin vertraten jedoch als Scharlatan und Wundertäter kritisiert. Er starb am 19. September 1854 in Egern (heute Rottach-Egern) am Tegernsee.

## Ehrungen
1820 wurde er in die Deutsche Akademie der Naturforscher Leopoldina aufgenommen.
Im Jahr 1955 wurde in Wien-Donaustadt (22. Bezirk) die Ennemosergasse nach ihm benannt. Seit 1938 gibt es in München und seit dem Jahr 2000 in Bonn eine Ennemoserstraße. In seiner Heimatgemeinde Moos in Passeier erinnert ein Denkmal an ihn.

## Schriften und Werke (Auswahl)
- De Montium Influxu in Valetudinem Hominum, Vitae Genus et Morbos. Dissertatio Inauguralis Medica (Vom Einfluss der Berge auf die Gesundheit der Menschen, auf ihre Lebensweise und ihre Krankheiten). Berlin 1816.
- Der Magnetismus nach der allseitigen Beziehung seines Wesens, seiner Erscheinungen, Anwendung und Enträthselung in einer geschichtlichen Entwickelung von allen Zeiten und bei allen Völkern. Leipzig 1819.
- Ueber die nähere Wechselwirkung des Leibes und der Seele, mit anthropologischen Untersuchungen über den Mörder Adolph Moll. Habicht, Bonn 1825.
- Der Magnetismus in seiner geschichtlichen Entwickelung (Leipzig 1819), ab der 2. Auflage mit dem Titel:
  - Geschichte des thierischen Magnetismus. Band 1: Geschichte der Magie. Leipzig 1844. (online)Neudruck der Ausgabe von 1844, Sändig, Wiesbaden 1966.
- Historisch-psychologische Untersuchungen über den Ursprung und das Wesen der menschlichen Seele überhaupt, und über die Beseelung des Kindes insbesondere. Bonn 1824, 2. Aufl., Stuttgart 1851.
- Anthropologische Ansichten zur bessern Kenntnis des Menschen. Bonn 1828.
- Der Magnetismus im Verhältnis zur Natur und Religion (mit einem Anhang über das Tischrücken). Stuttgart 1842 (online), 2. Aufl. 1853.
- Was ist die Cholera und wie kann man sich vor ihr am sichersten verwahren? Nebst Angabe der bewährtesten Heilung derselben (online). 2. Auflg. Stuttgart 1848.
- Der Geist des Menschen in der Natur oder die Psychologie in Uebereinstimmung mit der Naturkunde. Cotta, Stuttgart 1849.
- Anleitung zur Mesmerschen Praxis. Stuttgart 1852. Neudruck der Ausg. 1852, Kuballe, Osnabrück 1984.
- Das Horoskop in der Weltgeschichte. München 1860.
  - Das Horoskop in der Weltgeschichte. Mit d. autobiogr. Fragment: Mein Leben sowie einer symbolischen Figur und einem Brieffaksimile hrsg. u. eingel. von Hermann Haase. Pflüger Verlag, München 1924.
- Untersuchungen über den Ursprung und das Wesen der menschlichen Seele. Mit d. Fragment: Mein Leben. Verlag Die Pforte, Basel 1980. ISBN 3-7725-0184-2.